# 丹·梅澤
丹尼爾·吉迪恩·梅澤（英語：Daniel Gideon Mazer，1971年10月4日—）是一名英國編劇，製片人和喜劇演員。他是喜劇演員薩夏·拜倫·柯恩的長期寫作和製作合夥人，並與他有Ali G、波拉特和Brüno一起合作。

## 個人生活
他與電視名人黛西·多諾萬結婚，育有兩個女兒，Maisy和Mini Ivy。
梅澤是猶太人。

## 早期生活
Mazer參加了Haberdashers'Aske的男孩學校，在那裡遇到了Baron Cohen。他之後在劍橋大學彼得學院讀法律係，並於1994年畢業。他在大學時期是腳燈社的活躍成員，並於1993年至1994年擔任副總裁。 

## 外部連結
- 丹·梅澤在互联网电影资料库（IMDb）上的資料（英文）